# Рефдепо (зупинний пункт)
Рефдепо — пасажирський зупинний пункт Херсонської дирекції Одеської залізниці на лінії Снігурівка — 51 км, розташований між станціями Каховка (1 км) та Завітна (10 км).
Знаходиться у місті Таврійськ, Новокаховська міськрада Херсонської області, поруч із Каховським вагоноремонтним заводом.
Дата відкриття не встановлена. Найімовірніше, виникла у 1990-на початку 2000-х років (у виданні «Железнодорожные станции СССР» 1981 року не фігурує, відсутня також на топографічній кілометровій карті 1991 року).